# قایق نجات کلاس تمس
لایف‌بوت کلاس تمس (به انگلیسی: Thames-class lifeboat) یک کلاس از کشتی است که طول آن ۵۱ فوت (۱۶ متر) می‌باشد.